# Pierre-Paul Renders
Pierre Paul Renders (Montigny-le-Tilleul, 17 luglio 1963) è un regista belga.

## Biografia
Ha vissuto a Bruxelles dal 1989 al 2001, ma è originario di Montigny-le-Tilleul, nella regione di Charleroi.
Appassionato di lingue antiche (latino e greco), si laurea nel 1984 e diventa docente aggregato in filologia classica all'Università Cattolica di Lovanio. Si interessa alla creazione e alla comunicazione audiovisiva e studia all'Istituto delle Arti di Diffusione (IAD) di Louvain-la-Neuve dove consegue un diploma nel 1989. 
Ha realizzato documentari, scritto romanzi e diretto opere per la televisione e il cinema. È l'autore de Les Sept Péchés capitaux, lungometraggio collettivo belga auto-prodotto nel 1992. Nel 2006 realizza L'uomo medio + medio, lungometraggio su una sceneggiatura personale scritto con Dennis Lapière e prodotto da Diana Elbaum. 
È autore di diversi documentari e pellicole per Medici senza frontiere Belgio tra il 1996 e 1998.
Attualmente vive a Hennuyères. È sposato e padre di Louise, Simon e Gustave. 

## Filmografia
- Les Sept Péchés capitaux (1992)
- Thomas in Love (Thomas est amoureux) (2000)
- L'uomo medio + medio (Comme tout le monde) (2006)